# Paul Lambert (efeitos visuais)
Paul Lambert é um especialista em efeitos visuais estadunidense. Foi indicado ao Oscar de melhores efeitos visuais na edição de 2018 pelo trabalho na obra Blade Runner 2049.